# Oleh Tyahnybok
Oleh Yaroslavovych Tyahnybok, em ucraniano: Олег Ярославович Тягнибок (7 de novembro 1968) é um político ucraniano, ex membro do Conselho Supremo da Ucrânia e líder do partido nacionalista Svoboda. Anteriormente foi vereador pelo Conselho de Lviv.

## Biografia
Tyahnybok nasceu na cidade de Lviv em uma família de médicos. Seu pai, Yaroslav Tyahnybok, um meritoso médico ucraniano, foi um distinto Médico esportivo, médico-chefe da equipe de Boxe nacional soviética e um ex-boxeador que conquistou o título de Mestre dos esportes da URSS. O bisavô de Oleh foi irmão de Lonhyn Tsehelsky, um político da República Popular da Ucrânia. Tyahnybok afirma que se lembra de quando ele era mais jovem e agentes da KGB realizaram buscas no apartamento de sua família.
Após a escola secundária, Tyahnybok se matriculou no instituto Médico de Lviv e recebeu empregos médicos em tempo parcial como enfermeiro e paramédico, mas depois do segundo ano foi recrutado para o exército.Após retornar ao instituto ele iniciou a criação da Irmandade de Estudantes do Instituto Médico - o primeiro passo em sua vida como ativista civil. Tyahnybok se graduou no instituto em 1993 como um qualificado cirurgião. Em 1994 com 25 anos Tyahnybok foi eleito para o Conselho de Lviv e em 1998 foi eleito para o Conselho Supremo da Ucrânia.

### Carreira Política
Em outubro de 1991, Tyahnybok tornou se membro do Partido Social-Nacional Ucraniano. Ele é caracterizado como representante da extrema-direita ucraniana. De 1994 a 1998 , Tyahnybok serviu como membro do Conselho Regional de Lviv. Em 1998, Tyahnybok foi eleito pela primeira vez no Conselho Supremo da Ucrânia, como membro do Partido Social-Nacional Ucraniano; no parlamento ele se tornou membro do Movimento do Povo Ucraniano. Em 2002 Tyahnybok foi reeleito para o Parlamento Ucraniano pelo Bloco de Viktor Yushchenko, Nossa Ucrânia. No parlamento ele apresentou 36 moções para debate mas o parlamento adotou apenas 4 deles. Na maioria de suas moções ele se posicionou contra a introdução da Língua russa como segunda língua oficial do estado; propôs o reconhecimento do papel de combate do Exército insurgente ucraniano durante a Segunda Guerra Mundial. Pediu a lustração (regulação do envolvimento político) de ex-oficiais comunistas, oficiais de serviço de segurança e agentes secretos; e exigiu a proibição do comunismo. Nenhuma dessas moções foi adotada.
Em 20 de julho de 2004, Tyahnybok foi expulso da facção parlamentar Nossa Ucrânia após fazer um discurso nos Cárpatos na sepultura de um comandante do Exército Insurgente Ucraniano. No discurso, que foi ao ar na televisão no verão de 2004, ele fez comentários como, "[Vocês são aqueles] que a Máfia Judia-Moscovita que governa a Ucrânia mais teme" e "Eles não foram com medo e não devemos ter medo, eles pegaram suas armas automáticas em seus pescoços e foram para a floresta, e lutaram contra os moscovitas, alemães, judeus e outras escórias que queriam tirar o nosso estado ucraniano.
Em sua defesa, Tyahnybok disse que não ofendeu os russos ao chamá-los de força de ocupação, pois isso era baseado em fatos históricos. Ele também negou que ele era anti-semita, dizendo que ele era bastante pró-ucraniano. Inicialmente, o Ministério Público apresentou acusações criminais por incitar o ódio étnico, mas depois retirou-se por falta de provas. Desde aquela época Tyahnybok ganhou nove processos judiciais a respeito disso. Pelas decisões dos tribunais foi reconhecido que o processo criminal foi levantado ilegalmente, e as ações do canal de TV "Inter", que mostrou as imagens do discurso de Tyanybok, bem como o chefe da Derzhkomnatsmihratsia H. Moskal foram reconhecidos como aqueles que insultam a honra e a dignidade de Oleh Tyahnybok e causou-lhe danos morais. As ações em torno dessa questão levaram à criação do "Programa de defesa dos ucranianos". Tyahnybok afirmou em 2012 "este discurso é relevante até hoje" e "Tudo o que eu disse então, eu também posso repetir agora".
Desde Abril de 2004 Tyahnybok comanda o Svoboda.
Em abril de 2005, Tyahnybok co-assinou uma carta aberta ao presidente Yushchenko pedindo uma investigação parlamentar sobre as "atividades criminosas do judaísmo organizado na Ucrânia".
Tyahnybok se candidatou ao cargo de prefeito de Kiev durante a Eleição Local de Kiev em 2008. [12] Nas eleições Leonid Chernovetskyi foi reeleito com 37,7% dos votos, enquanto Tyahnybok recebeu 1,37% dos votos.

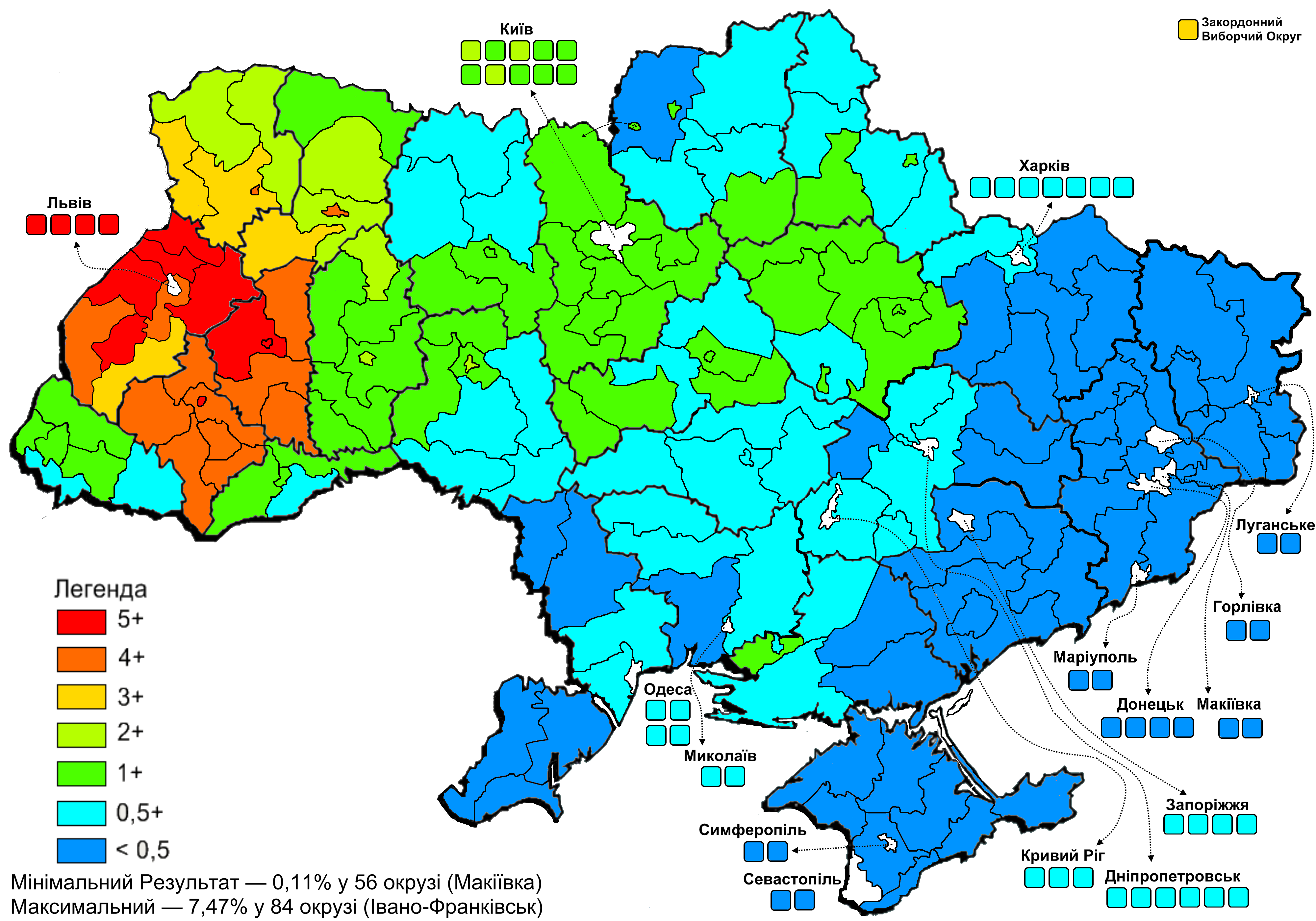
Resultado de Tyahnybok na eleição presidencial de 2010

Tyahnybok foi candidato a presidente da Ucrânia na eleição presidencial de 2010 para o partido Svoboda. Ele recebeu 352.282 votos, ou 1,43% do total. Ele recebeu a maioria de seus votos nos Oblasts de Halychyna, Lviv, Ternopil e oblast de Ivano-Frankivsk-e sua participação no voto nesta região foi de 5% do total de votos expressos. No segundo turno, Tyahnybok não endossou um candidato. Ele apresentou uma lista de cerca de 20 exigências que Iúlia Timochenko teve que cumprir antes de ganhar seu endosso - o que incluiu a divulgação de supostos acordos secretos que Tymoshenko teve com Vladimir Putin. 
Durante as eleições locais ucranianas de 2010, o partido de Tyahnybok ganhou entre vinte e trinta por cento dos votos na Galícia Oriental, onde se tornou uma das principais forças do governo local.
Durante a eleição parlamentar ucraniana de 2012, Tyahnybok foi reeleito (ele era o principal candidato em sua lista de partidos) para o parlamento ucraniano quando seu partido ganhou 38 assentos. Tyahnybok foi eleito líder da facção parlamentar do partido.

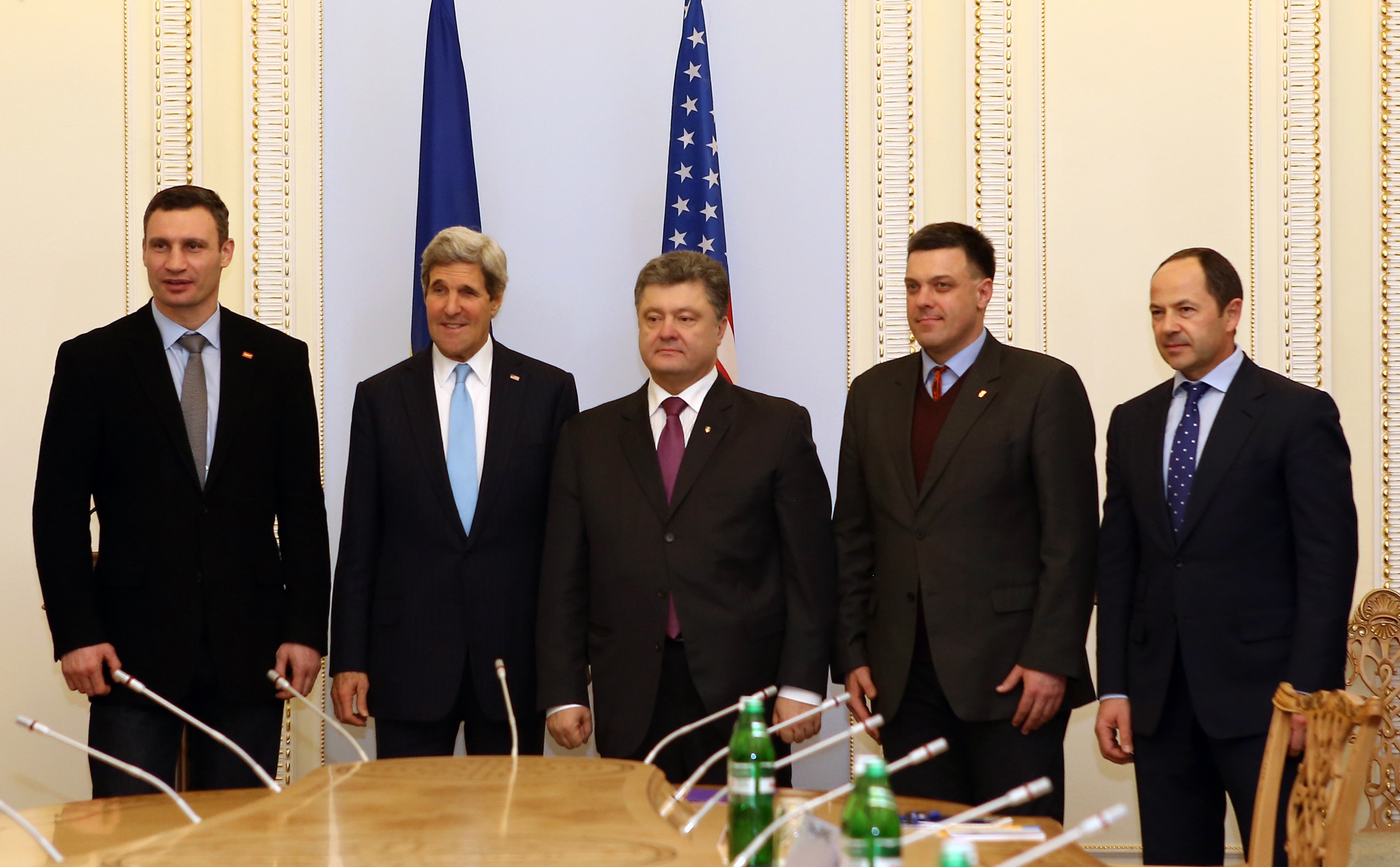
Secretário estadunidense Kerry se reúne com membros do parlamento ucraniano em março de 2014

Em junho de 2013, Tyahnybok e outro líder do Partido Svoboda foram impedidos de entrar nos EUA por seu antissemitismo aberto, segundo o jornal Sevodnya, de Kiev.
Em março de 2014, a Rússia lançou um processo criminal contra Tyahnybok e alguns membros da Assembleia Nacional Ucraniana - Defesa Nacional Ucraniana por "organizar uma gangue armada" que teria supostamente lutado contra a 76ª Divisão de Assalto Aéreo da Guarda Russa na Primeira Guerra da Chechênia.
Nas eleições presidenciais de 2014 na Ucrânia, ele recebeu 1,16% dos votos. Na eleição parlamentar de outubro de 2014, Tyahnybok foi novamente o primeiro na lista eleitoral de seu partido; faltou 0,29% para o partido atingir os 5% de votos e poder ganhar lugares na lista nacional, ele não foi reeleito para o parlamento.
Em 14 de outubro de 2018, Tyahnybok anunciou que não participaria da eleição presidencial ucraniana de 2019, mas que seu partido decidira, em vez disso, nomear Ruslan Koshulinskiy como o candidato das forças políticas nacionalistas.
Na eleição parlamentar ucraniana de 2019, Tyahnybok é colocado em primeiro lugar na lista de Svoboda, juntamente com o a Iniciativa Governamental de Yarosh e o Setor Direito.

## Posições Políticas
```
Ao contrário do imperialismo e do globalismo, o nacionalismo moderno busca um equilíbrio saudável entre o desenvolvimento interno e   as relações internacionais produtivas. Os nacionalistas sempre encontrarão uma linguagem comum com os patriotas em outros países, porque o verdadeiro nacionalismo significa tanto o amor à sua própria nação quanto o respeito pelos outros. Só quem se respeita tem o poder de   respeitar os outros. - Tyahnybok em uma entrevista de janeiro de 2010 com a Business Ukraine
```

Tyahnybok considera a Rússia a maior ameaça da Ucrânia. Ele acusou a Presidência de Medvedev de "travar uma guerra virtual contra a Ucrânia ao longo de muitas frentes - na esfera da informação e do setor diplomático, no comércio de energia e em todo o mundo do marketing internacional". Ele é pró-OTAN e crítico da União Européia, mas apóia uma Europa de nações livres. Segundo as pesquisas, ambas as posições o colocam em desacordo com a maioria dos ucranianos. Tyahnybok também quer privar a Crimeia de seu status autônomo e sevastopol de seu status especial.
Tyahnybok quer introduzir uma seção de "etnicidade" nos passaportes ucranianos, iniciar um regime de vistos com a Rússia e exigir que os ucranianos sejam aprovados em um teste de língua ucraniana para trabalhar no serviço civil.
Tyahnybok quer restabelecer a Ucrânia como uma potência nuclear. Ele acredita que isso impediria a "guerra virtual russa à Ucrânia".
Tyahnybok quer que o ucraniano seja a língua oficial da Ucrânia, mas também acredita que não deve haver discriminação contra as minorias linguísticas.

## Imagem Cultural e Política
Durante uma visita de Tyahnybok a Sevastopol, em 6 de janeiro de 2010, cerca de 1.500 ativistas de partidos e movimentos públicos fizeram piquetes no Centro de Negócios e Cultura, onde Tyahnybok teve uma reunião com os eleitores.
Tyahnybok foi eleito Personalidade do Ano de 2012 pelos leitores da principal revista de notícias do país, a Korrespondent. Tyahnybok foi classificado # 43 na lista de 2012 "Top 100 ucranianos mais influentes" por Korrespondent.